# Radome
En radome (sammensat af engelsk for "radar" og "dome") er en kuppelformet skærm til en radarantenne eller andre elektroniske enheder.
En radomes opgave er at beskytte antennen og følsomt elektronisk udstyr mod vejret. Kuplens beklædning må ikke gribe ind i antennens funktion, og er konstrueret hovedsagelig af glasfiberarmerede plast-elementer, som tilsammen danner en sfærisk kuppel. I øjeblikket (2014) står verdens største radome på Fraunhofer-Instituttet i Wachtberg i Tyskland. Domen har en højde på 54,5 meter og en diameter på 49 meter.